# Президент Вануату
Президент Вануату (англ. President of Vanuatu) — высший государственный пост Республики Вануату. Президент назначает генерального прокурора, верховного судью и троих судей в Верховный суд, а также по рекомендации правительства может распустить действующий состав парламента. В остальном его роль преимущественно церемониальная, в частности, он вручает государственные награды, такие как Орден Вануату. Согласно Конституции, президент «символизирует единство нации».

## Особенности законодательства
Кандидат на президентский пост должен проживать в Вануату не менее 25 лет. Президент избирается на пятилетний срок тайным голосованием коллегии выборщиков, состоящей из членов парламента и президентов региональных советов.

## Президенты Вануату (с 30 июля 1980 года)
|     | Фото | Имя                          | Срок                                                           | Политическая партия                |
| --- | ---- | ---------------------------- | -------------------------------------------------------------- | ---------------------------------- |
| 1   |      | Джордж Сокоману              | 30 июля 1980 — 17 февраля 1984                                 | Партия Вануаку                     |
| –   |      | Фредерик Карломуана Тимаката | 17 февраля 1984 — 8 марта 1984 и. о.                           | Партия Вануаку                     |
| (1) |      | Джордж Сокоману              | 8 марта 1984 — 12 января 1989                                  | Партия Вануаку                     |
| –   |      | Оннейн Тахи                  | 12 января 1989 — 30 января 1989 и. о.                          | Партия Вануаку                     |
| 2   |      | Фредерик Карломуана Тимаката | 30 января 1989 — 30 января 1994                                | Партия Вануаку                     |
| –   |      | Альфред Мазенг               | 30 января 1994 — 2 марта 1994 и. о.                            | Союз умеренных партий              |
| 3   |      | Жан Мари Лейе Ленелгау       | 2 марта 1994 — 2 марта 1999                                    | Союз умеренных партий              |
| –   |      | Эдуард Натапеи               | 2 марта 1999 — 24 марта 1999 и. о.                             | Партия Вануаку                     |
| 4   |      | Джон Бани                    | 25 марта 1999 — 24 марта 2004                                  | Союз умеренных партий              |
| –   |      | Роджер Абьют                 | 24 марта 2004 — 12 апреля 2004 и. о.                           | Лейбористская партия Вануату       |
| 5   |      | Альфред Мазенг               | 12 апреля 2004 — 11 мая 2004 выборы признаны недействительными | Союз умеренных партий              |
| –   |      | Роджер Абьют                 | 11 мая 2004 — 28 июля 2004 и. о.                               | Лейбористская партия Вануату       |
| –   |      | Жозиас Моли                  | 28 июля 2004 — 16 августа 2004 и. о.                           | Союз умеренных партий              |
| 6   |      | Калкот Матаскелекеле         | 16 августа 2004 — 16 августа 2009                              | Национальная объединённая партия   |
| –   |      | Максим Карлот Корман         | 16 августа 2009 — 2 сентября 2009 и. о.                        | Республиканская партия Вануату     |
| 7   |      | Иолу Джонсон Абил            | 2 сентября 2009 — 2 сентября 2014                              | Партия Вануаку                     |
| –   |      | Филип Боэдоро                | 2 сентября 2014 — 22 сентября 2014 и. о.                       | Партия Вануаку                     |
| 8   |      | Болдуин Лонсдейл             | 22 сентября 2014 — 17 июня 2017                                | Независимый                        |
| —   |      | Эсмон Саймон                 | 17 июня — 6 июля 2017 и. о.                                    | Меланезийская прогрессивная партия |
| 9   |      | Таллис Мозес                 | 6 июля 2017 — 6 июля 2022                                      | Независимый                        |
| —   |      | Сеуле Симеон                 | 6 июля 2022 — 23 июля 2022 и. о.                               | Независимый                        |
| 10  |      | Никенике Вуробараву          | с 23 июля 2022                                                 | Партия Вануаку                     |